# リヌス・ヴィーケイ
リヌス・ヴィーケイ（Rinus VeeKay、2000年9月11日 - ）は、オランダ・ホーフトドルプ出身のレーシングドライバー。
本名はリヌス・ファン・カルムソート（Rinus van Kalmthout ）。2020年からインディカー・シリーズに参戦している。

## 経歴
2019年のインディ・ライツで6勝を挙げ、オリバー・アスキューに次ぐランキング2位を獲得。
2020年からエド・カーペンター・レーシングよりインディカー・シリーズに参戦。その年のインディGPで参戦以来初のトップ5のフィニッシュを達成し、HarvestGPで最初の表彰台を獲得した。参戦初年度をランキング14位で終え、ルーキー・オブ・ザ・イヤーに輝いた。
2021年にはインディアナポリス・モーター・スピードウェイロードコースで行われたインディGPで初優勝を飾り、ランキング12位で終えた。